# Loče (gmina Brežice)
Loče – wieś w Słowenii, w gminie Brežice. W 2018 roku liczyła 185 mieszkańców.